# Spökenkieker

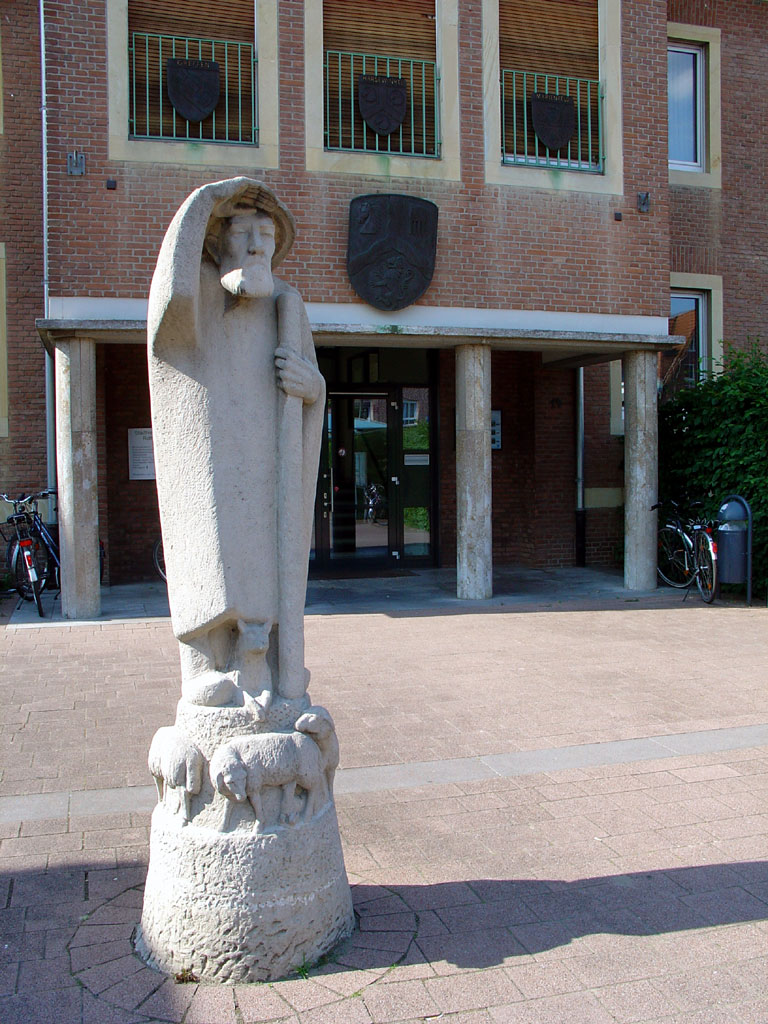
Spökenkieker-Denkmal in Harsewinkel von Hubert Hartmann, Wiedenbrück

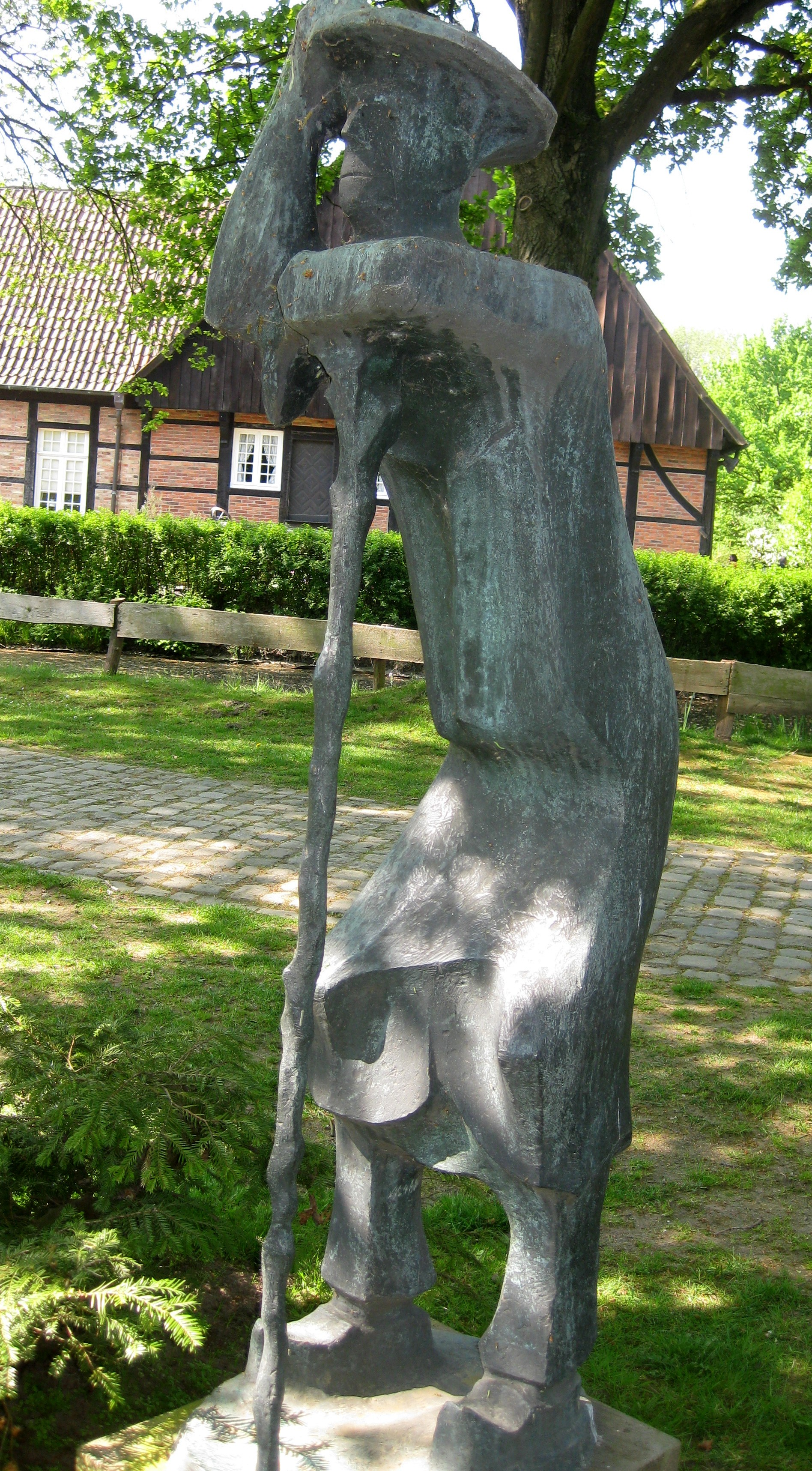
Spökenkieker im Mühlenhof-Freilichtmuseum Münster von Bildhauer Rudolf Breilmann, Münster

Spökenkieker ist ein niederdeutscher Ausdruck für Menschen, denen die Gabe des Zweiten Gesichts, besonders der Vorhersage von Todesfällen, zugesprochen wird. Spökenkieker sollen bevorzugt in Westfalen und Friesland zu finden sein.
Der niederdeutsche Begriff Spökenkieker kann dabei in etwa mit „Spuk-Gucker“ oder „Geister-Seher“ ins Hochdeutsche übersetzt werden. Spökenkiekern wird die Fähigkeit nachgesagt, in die Zukunft blicken zu können. Typisch für die Spökenkiekerei ist die Vorhersage unheimlicher und Angst machender Dinge wie schwerer Krankheit, Tod oder Krieg.

„Kennst du die Blassen im Heideland,

mit blonden, flächsenen Haaren?

Mit Augen so klar, wie an Weihers Rand.

Die Blitze der Welle fahren?

Oh, sprich ein Gebet, inbrünstig echt,

für die Seher der Nacht, das gequälte Geschlecht.“

„Den Stock in der Hand, die Rechte zum breitkrämpigen Hut erhoben, schaut er in die Ferne, als ahne er Kommendes. `Spökenkieker´ – so nannte man die Menschen mit dem ‚zweiten Gesicht‘. Es waren vor allem Schäfer, die die so genannten ‚Vorgesichte‘ hatten und den Menschen Respekt einflößten. Was die Spökenkieker für die Zukunft erblickten, war im Allgemeinen nicht erfreulich: Sie kündigten Tod, Verderben und Kriege an.
Die westfälische Literatur birgt eine Fülle von Erzählungen und Berichte über sie.“

## Spökenkiekerei
Walter Vogt schreibt, dass der Vorschauer Leichenzüge, Hochzeiten, Heereskolonnen und Feuersbrünste vorhersehen kann. Die Ereignisse treffen manchmal erst Jahre später ein. Erkennbar seien Spökenkieker an hellblondem Haar, dem geisterhaften Blick der wasserblauen Augen und einer blassen oder überzarten Gesichtsfarbe. Früher waren es hauptsächlich Schäfer, die mit den Geheimnissen der Natur „innig vertraut“ waren. Auch in Schottland gebe es die „Second Sight“, vor allem aber sei „das Zweite Gesicht“ im Sauer- und Münsterland anzutreffen. Er gibt an, dass an den Vorgesichten 80 % visuelle, 15 % akustische und nur 5 % andere Sinnesempfindungen beteiligt seien.

## Erklärungsversuche
Gisbert Strotdrees beschreibt die Volksprophetien, die ihm zufolge erst seit dem Ende des 16. Jahrhunderts in Nordwestdeutschland nachweisbar sind, als „Form phantastischen Erzählens“, die Stilformen des Märchens, der Sage und des historischen Berichtes verbinde und dokumentarischen Anspruch erhebe; dabei werde „unterstellt – zumeist stillschweigend –, dass eine solche Art der Zukunftsschau möglich sei“.

„Diese Befähigung ist keine Gabe Gottes oder der Natur, sondern eine späte Auswirkung der Zaubereisünden der Vorfahren.“

## Denkmäler
Im Zuge der Traditionspflege wurde dem Spökenkieker in der münsterländischen Stadt Harsewinkel 1962 ein Denkmal gesetzt. Ein weiteres Denkmal befindet sich im Mühlenhof-Freilichtmuseum in Münster. Die Bronzeplastik „Spökenkieker“ von Rudolf Breilmann, eine Stiftung der Vereinigung Niederdeutsches Münster, erinnert hier an die Menschen im Münsterland, die Ereignisse „vorhersehen“ konnten. In Friesoythe weist ein Denkmal darauf hin, dass der Stadtschreiber Theodor Caspar Anton Joseph Wreesmann (1855–1941) im Jahre 1940 voraussagte, dass man nach dem Kriege „vom Marktplatz auf die Kirche schauen kann“. In Deininghausen war der „alte Jasper“ ein Spökenkieker. „Was er voraussah, traf mit unheimlicher Sicherheit ein.“ 1830 sagte er die Köln-Mindener Eisenbahn voraus, die 1847 eröffnet wurde: „Die Straße wird aus Eisen sein, und auf ihr werden Wagen ohne Pferde mit fürchterlichem Gerasel fahren.“ In Lüdinghausen steht an der Borgmühle ein Denkmal des Spökenkiekers Caspar Winkelsett (1778–1846).
Mit leicht spöttischem Anklang wird der Begriff Spökenkieker im heutigen Sprachgebrauch teilweise auch für Pessimisten und Schwarzseher benutzt, auch wenn diesen jegliche "Gabe" zur Vorhersage zukünftiger Ereignisse fehlt.

## Beispiele
- Der Brand des Schlosses Loburg am 22. Juli 1899 durch zwei Blitzschläge soll von einem Spökenkieker in Ostbevern prophezeit worden sein:

„Er wollte gesehen haben, daß die Funken des durch den Blitzschlag entzündeten Schlosses weit nach Norden bis zu einer 200 Meter hohen Hecke flogen. Der Mann wurde ausgelacht. Aber dann traf doch alles fast genauso ein.“

- Der Spökenkieker von Schwelm: Der Sargtischler Kaspar Hülsenbeck hatte immer einen passenden Sarg bereit, „als wäre er vorbestellt“.

„Und doch erschien es manchem mit der Zeit unheimlich. Wenn jemand in die Werkstatt kam, rieselte es ihm kühl am Rücken hinab. Aber niemand konnte erklären, warum das so war.“

## Sonstiges
- Die westfälische Dichterin Annette von Droste-Hülshoff hat in ihren literarischen Werken das Phänomen der Spökenkiekerei ernst genommen.
- Der Aufklärungsturm A der Bundeswehr an der schleswig-holsteinischen Ostseeküste wird im Volksmund Spökenkieker genannt.
- Der südoldenburgische Mundartdichter Jan Willem (Botterblaumen Boogie, 1979) veröffentlichte 2004 ein Lied über den Spökenkieker.
- Eine Plastik von Annette Wittkamp-Fröhling in Lüdinghausen zeigt den Spökenkieker Caspar Winkelset (1778–1846).
- Der fünfte Band der Reihe Asterix snackt Platt trägt den Titel De Spökenkieker[13] (2015). Es ist die plattdeutsche Übertragung der deutschen Version von Der Seher (1975) aus der Asterix-Reihe.
- Unter dem Namen Spökenkieker – Zeitung für das nördliche Emsland und Umgebung gab der Verein zur Förderung von Alternativen, Sozialer Gerechtigkeit und Demokratischer Bildung e. V. mit Sitz in Papenburg von Januar 1981 bis August 1984 eine alternative Monatszeitung heraus.
- In Papenburg bietet der Verein „Papenbörger Hus“ in den Monaten von Oktober bis März einen Rundgang durch die Von-Velen-Anlage[14] unter dem Titel Spökenkieker-Tour mit Feuer- und Fackelschein sowie einem leibhaftigen Gespenst an.
- Das Spökenkieker-Haus auf der Halbinsel Eiderstedt ist seit 2007 ein Informationszentrum, das über das Leben und die Arbeit in der Natur Eiderstedts informiert.[15]
- In dem Buch "Der kleine Adolf – Die Geschichte(n) meines Großvaters" erzählt der Hamburger Autor Achim Amme die Geschichte seines Großvaters von einem Spökenkieker (Hellseher) aus Uetze bei Hannover.